# Desarmament dels moriscos valencians
El desarmament dels moriscs valencians va ser decretat pel rei Felip II el 19 de gener de l'any 1563 i publicat al regne de València el 8 de febrer del mateix any pel capità general Alonso d'Aragó, duc de Sogorb. El desarmament es va portar a terme durant l'hivern del 1563.

## Text de la Pragmàtica
| « | "Real pragmatica, sancio, últimament feta y provehida per sa Magestat del Rey nostre señor a denou dies del mes de Giner, any MDLXIII ab la qual se prohibeix que los Moriscos novament convertits del present regne de Valencia, fills y descendents de aquells per ningun temps no puixen tenir, ni portar en les cases propries, ni de altri, ni fora delles, ni en altre qualsevol lloch, o part armes algunes offensives, ni defensives, propries, ni de altri: excepto ganivets, e instruments necessaris per a usos de casa, arts, y officis de cascu. La qual fon manada publicar per lo Excellentissim señor don Alonso de Arago duch de Sogorb y de Cardona Llochtinent y capita general del dit regne de Valencia […]" | » |

## Conseqüències
L'operació va ser un èxit, ja que als moriscs valencians els van decomissar 25.000 armes de tota mena, pràcticament una per cada llar, amb la qual cosa llur capacitat bèl·lica disminuïa i, per tant, es va complir l'objectiu polític de neutralitzar la nombrosa comunitat morisca del regne de València. El procés generà una relació de llars amb llista nominal dels "caps de família", amb un clar aprofitament demogràfic, i a banda, és un bon compendi d'antroponímia morisca.